# Jarmo Ollila
Jarmo Ollila, född 26 juni 1968, är en svensk musiker och sångare. Han är medlem i synthpopbanden La Vogue, Daily Planet och Mr Jones Machine. Ollila arbetar som svensk- och engelsklärare på Bredgårdsskolan i Karlskoga.
Han är bror till Jouni Ollila, som också medverkat i många synthgrupper.